# Чуя (приток Лены)
Чуя (Большая Чуя) — река в Бурятии и Иркутской области России, протекает по территории Северо-Байкальского и Мамско-Чуйского районов. Правый приток Лены.
Длина реки — 512 км. Площадь водосборного бассейна — 18 400 км². Замерзает в октябре и остаётся под ледяным покровом до мая. Берёт начало с хребта Сынныр. В своём течении пересекает Северо-Байкальское нагорье.
Главный приток: Малая Чуя — левый (52 км от устья).
Населённые пункты: на реке — рабочий посёлок Горно-Чуйский (упразднён), в устье — село Чуя.

## Гидрография
Питание снеговое и дождевое. Среднегодовой расход воды — 206 м³/с.
| Средний расход воды (м³/с) реки Чуя по месяцам с 1961 по 1990 гг. (замеры производились на гидрологическом посту в районе села Чуя в 2 км от устья) |

## Данные водного реестра
По данным государственного водного реестра России и геоинформационной системы водохозяйственного районирования территории РФ, подготовленной Федеральным агентством водных ресурсов:
- Бассейновый округ — Ленский
- Речной бассейн — Лена
- Речной подбассейн — отсутствует
- Водохозяйственный участок — Лена от г. Киренск до впадения реки Витим
- Код водного объекта — 18030000412117100013988

## Топографические карты
- Лист карты O-49-XI. Масштаб: 1 : 200 000. Указать дату выпуска/состояния местности.